# Кларънс (остров)
Кларънс (Шишков) (на английски: Clarence Island) е деветият по големина остров в Южните Шетландски острови, разположени в крайната югозападна част на Атлантическия океан. Остров Кларънс се намира в източната част на архипелага и се явява най-източният остров в него. Дължина от север на юг 21,5 km, ширина до 9,5 km, площ 161,6 km². Бреговата му линия с дължина 61,9 km е сравнително слабо разчленена. Релефът му е планински, с максимална височина връх Ирвинг 1950 m, разположен в най-южната му част. Почти повсеместно е покрит с дебел леден щит.
Островът е открит на 4 февруари 1820 г. от ирландския топограф Едуард Брансфийлд, който извършва първото грубо топографско заснемане на бреговете му и го наименува в чест на британския принц адмирал Уилям, принц Кларенс, впоследствие британски крал Уилям IV. На 29 януари 1821 островът е вторично открит от руската околосветска експедиция възглавявана от Фадей Белингсхаузен и е наименуван Шишков. От декември 1976 до февруари 1977 г. на остров е извършена тотална топографска снимка, на базата на която впоследствие е картиран.